# ミッドナイト (ドクター・フーのエピソード)
「ミッドナイト」（原題: "Midnight"）は、イギリスのSFドラマ『ドクター・フー』第4シリーズ第10話。2008年6月14日に BBC One で初放送された。
本作は主にツアーの小型の乗り物が舞台である。ツアーの途中、惑星ミッドナイトの危険な地表の上で乗り物は止まり、コックピットが破壊され運転手と技師が殺害される。目に見えない敵が音のエフェクトと乗客への憑依のみで描写され、憑依されたスカイ・シルヴェストリー（演:レスリー・シャープ）は他の乗客の言葉を模倣する。
本作は第4シリーズの他のエピソードよりも10代目ドクター（演:デイヴィッド・テナント）が重要視される一方、ドクターのコンパニオンであるドナ・ノーブル（演:キャサリン・テイト）の出番は最小限に留まっている。このため、スティーヴン・ジェームズ・ウォーカーは彼の著書で本作について "companion-lite" で Monsters Within と記載した。

## 連続性
登場人物ディーディーはプーシの失われたときについて論文を書いていることをドクターに話した。ドクターもメデューサ・カスケードについて言及しているほか、テレビ画面に一瞬だけローズ・タイラーが映し出された。これらは全て第4シリーズの一連のストーリーに触れるものであり、ローズはプーシの失われた月を含む消えた惑星と共に第4シリーズのフィナーレ二部作「盗まれた地球」「旅の終わり」に登場する。

## 製作
本作は次話「運命の左折」と同時に撮影された。ドナは本作で冒頭と終盤にしか登場いない一方、ドクターも「運命の左折」で出番がごく少ない。
ラッセル・T・デイヴィスは本作がドラマ『新スタートレック』のエピソード「謎のタマリアン星人」にインスパイアされたと主張した。

### キャスティング
ホッブズ教授役のデヴィッド・トラウトンは、サム・ケリーが足を骨折して製作から撤退したため、遅れて代役として出演した。彼は2日前に連絡を受けてカーディフのキャストに加わった。今やテレビだけでなくロイヤル・シェイクスピア・カンパニーでの舞台での活躍でも知られている彼は、2代目ドクター役を演じたパトリック・トラウトンの息子である。デイヴィッド・トラウトは1960年代から『ドクター・フー』に長く関わっている。2代目ドクターの The Enemy of the World でエキストラとして出演し、同じく2代目ドクターの The War Games で兵士ムーア役、3代目ドクターの The Curse of Peladon でペラドン王役で出演した。また、『ドクター・フー』のオーディオドラマでは Cuddlesome、The Judgement of Isskar、The Destroyer of Delights、The Chaos Pool に出演した。なお、本作の監督アリス・トラウトンとは無関係である。
ビフ・ケーン役のダニエル・ライアンは2006年のインタビューで、入手しやすいテレビ番組で自らの演技を自分の子どもたちに見てほしかったため、ラッセル・T・デイヴィスに『ドクター・フー』への出演を依頼するつもりであると述べた。デイヴィスはレスリー・シャープ主演のドラマ『Bob & Rose』でライアンが演じた脇役を創作したほか、ライアンの出演した『Linda Green』のエピソードも執筆した。

## 文化的参照
ディーディー・ブラスコはクリスティーナ・ロセッティの詩『ゴブリン・マーケット』を引用した。その内容は以下の通りである。

"ゴブリンを見るな" "We must not look at goblin men,

"ゴブリンの果物を買うな" We must not buy their fruits:

"どんな土地で作られたか" "Who knows upon what soil they fed

"分からない" Their hungry thirsty roots?"
シャトルの娯楽システムで再生された歌はラファエラ・カラの "Do It, Do It Again" である。

## 放送と反応
「ミッドナイト」の視聴者数は805万人、番組視聴占拠率は38%で、その週で5番目に多く視聴された番組となった。本作の Appreciation Index スコアは86 (Excellent) を記録した。
本作はイギリス国内の新聞で数多くのレビューを受けた。ガーディアン紙のテレビレビュアーであるサム・ウォラストンは本作を「素晴らしい……張り詰めていて息が詰まりそうで、齧り尽くしてくる」と表現した。彼は全ての演技が1つの閉鎖空間で姿の見えない敵と行われていたという事実を称賛し、「これは発達しきったホラーというよりはむしろ心理的ドラマだ。特殊効果の怪物の恐怖ではなく、不快な未知の恐怖だ」と述べた。ラジオ・タイムズのウィリアム・ギャラガーは本作について一般的に肯定的であったが、「解決する前に小さなもう一段階、もう一拍がある方が良かった。何が欠けているのかさえ言えないが、この旅にはもう一段階必要だった」と述べた。タイムズ紙のレビュアーであるアンドリュー・ビレンは「会話シーンのために特殊効果や追走なしで済ませることをデイヴィスは選んだが、脚本の試作が多すぎて本当に怖くさせるに至っていない」と指摘し、本作を2008年のシリーズにいかに成功と同じだけ失敗があったかの例であるとした。ビレンは本作の閉鎖的な雰囲気と、変化ではなく繰り返しを死ぬほど怖れていることをシリーズが示していることを称賛した。
IGNのトラヴィス・フィケットは本作を10点満点で8.6と評価し、本作に先駆けてのより複雑で感動的な二部作（「静寂の図書館」と「影の森」）からの良いペースの変更だったと表現した。彼は本作の最も成功した面を怪物であると考え、脚本がしっかりとしていて視聴者にそれぞれの乗員を理解させることができたという事実を称賛した。2010年にマット・ウェールズはINGの記事にて、「ミッドナイト」をテナントの在任期間中のエピソードで2番目に良いものに挙げた。

## 舞台化
2016年に本作は舞台化もされた。舞台版は複雑なレビューを受け、「本当にコアなフーヴィアンしか興味がないだろう」と言う批評家もいた。